# Colle del Garezzo
Il Colle del Garezzo è un valico alpino della provincia di Imperia, situato a un'altitudine di 1.778 m s.l.m.. È attraversato, alla quota di 1771 m s.l.m., da una breve galleria che mette in comunicazione l'alta valle Arroscia con l'alta valle Argentina, in particolare San Bernardo di Mendatica con Triora, sia direttamente con il capoluogo comunale (attraverso il Passo della Guardia), sia la frazione di Realdo (attraverso la Bassa di Sanson e il Collardente) e con Molini di Triora e Pigna (tramite Colle Melosa e Colla Langan). Le strade che dalla Colla Melosa e dalla Collardente scendono verso la Valle Argentina sono asfaltate, anche se quella del Collardente ha un fondo molto dissestato e, negli ultimi anni, è stata interdetta più volte al traffico veicolare, dopo la località Case del Pin. È asfaltato anche il primo chilometro che da San Bernardo di Mendatica sale alla galleria del Colle del Garezzo, il resto del percorso è sterrato, in condizioni da buone ad appena discrete.

## Collegamenti stradali
La strada che transita sul colle venne originariamente costruita con funzione militare e fu utilizzata durante la Seconda guerra mondiale.
Il valico è attraversato da una galleria lunga circa 70 metri.
È importante prestare attenzione durante tutto il percorso, perché la carreggiata è in gran parte sterrata; generalmente il tratto che sale al Colle del Garezzo da San Bernardo di Mendatica (7,5 km di cui 6,3 sterrati) si presenta in buone condizioni, nonostante il fondo sia molto pietroso, il tratto stradale che dalla galleria del Colle del Garezzo scende verso il Collardente presenta maggiore pendenza e, in alcuni punti, occorre essere molto attenti, ma è percorribile anche da normali automobili. L'ultimo tratto sterrato, che collega il Collardente alla Colla Melosa è spesso in condizioni più precarie e il tratto di strada che dalla Porta Bertrand scende alla Colla Melosa (ultimi 4,5 km) presenta una carreggiata piuttosto sconnessa, che deve essere percorsa con estrema prudenza da qualsiasi veicolo (meglio evitare di transitarvi con una comune auto, le moto da turismo incontrano, in genere, minori difficoltà).
La strada provinciale del Colle del Garezzo è chiusa ufficialmente dal il 1º novembre al 31 marzo di ogni anno, sebbene vi possano essere periodi in cui è transitabile anche nel pieno dell'inverno, occorre evitare di percorrerla al di fuori del periodo di apertura ufficiale per l'elevata probabilità di imbattersi in lunghi e pericolosissimi tratti ghiacciati; bisogna inoltre aggiungere che, essendo una strada a percorribilità stagionale, la neve non viene rimossa e (in alcune annate) si possono verificare problemi di percorribilità fino a maggio inoltrato, a causa delle piccole slavine che si possono staccare dalle pendici delle alture soprastanti, invadendo la sede stradale; è quindi buona norma (se si è all'inizio della primavera ) informarsi localmente sulla percorribilità del valico, specie prima di intraprendere l'itinerario in automobile.

## Turismo
È un percorso molto frequentato in estate da escursionisti, cicloturisti (in mountain bike), motociclisti (è facilmente percorribile anche con una moto da turismo) e da escursionisti che spesso utilizzano il valico come base di partenza per escursioni sulla cosiddetta "Via del Sale", che percorre il crinale tra le valli Arroscia, Argentina, Roya, Tanaro e Vermenagna, per poi raggiungere il Colle di Tenda. Dal Colle del Garezzo (in particolare dalla sella erbosa situata sopra la galleria) si gode di una vista spettacolare sulla Piana di Albenga, sul litorale ingauno e imperiese e sulla cerchia delle Alpi Liguri e Marittime (dalla Val Bevera alla Val Tanaro, fino alle alture alle spalle di Loano, è inoltre una comoda base di partenza per raggiungere le vette del Monte Frontè (2152 m), del Monte Saccarello (2201 m) e del Monte Monega (1882 m).

### Cartografia
- Cartografia ufficiale italiana in scala 1:25.000 e 1:100.000, Istituto Geografico Militare.
- Carta dei sentieri e stradale scala 1:25.000 n. 16 Val Vermenagna Valle Pesio Alta val Ellero Parco naturale del Marguareis, Ciriè, Fraternali editore.
- Carta in scala 1:50.000 n. 8 Alpi Marittime e Liguri, Torino, Istituto Geografico Centrale.